# 9-Kardjali (circonscription électorale)
La circonscription électorale 9-Kardjali correspond à l'oblast du même nom et envoie 5 députés à l'Assemblée nationale de Bulgarie (15 entre 2013 et 2023).

## Résultats électoraux

### Élections législatives de 2022
| Partis                 | Partis                                             | Voix    | %     | Sièges | +/-           | Élus (% valide au vote préférentiel)                             |
| ---------------------- | -------------------------------------------------- | ------- | ----- | ------ | ------------- | ---------------------------------------------------------------- |
|                        | Mouvement des droits et des libertés               | 48 974  | 70,02 | 4      |               | Mukaddes Nalbant, Bayram Bayram, Adlen Shevked et Pavlin Krastev |
|                        | Coalition GERB-SDS                                 | 6 606   | 9,44  | 0      | en stagnation |                                                                  |
|                        | Nous continuons le changement                      | 5 074   | 7,25  | 0      | en stagnation |                                                                  |
|                        | BSP pour la Bulgarie                               | 2 404   | 3,44  | 0      | en stagnation |                                                                  |
|                        | Renaissance                                        | 1 558   | 2,23  | 0      | 1             |                                                                  |
|                        | Bulgarie démocratique                              | 1 182   | 1,69  | 0      | en stagnation |                                                                  |
|                        | Il y a un tel peuple                               | 933     | 1,33  | 0      | en stagnation |                                                                  |
|                        | Réveil bulgare                                     | 654     | 0,94  | 1      | Nv.           | Grigor Zahariev (86,85%)                                         |
|                        | Union bulgare pour la démocratie directe           | 312     | 0,45  | 0      | en stagnation |                                                                  |
|                        | Debout.BG ! Nous arrivons !                        | 142     | 0,20  | 0      | en stagnation |                                                                  |
|                        | VMRO - Mouvement national bulgare                  | 101     | 0,14  | 0      | en stagnation |                                                                  |
|                        | Mouvement national - Unité                         | 92      | 0,13  | 0      | Nv.           |                                                                  |
|                        | Démocratie directe                                 | 81      | 0,12  | 0      | en stagnation |                                                                  |
|                        | Bulgarie juste                                     | 75      | 0,11  | 0      | en stagnation |                                                                  |
|                        | Mouvement des candidats indépendants               | 68      | 0,10  | 0      | en stagnation |                                                                  |
|                        | Morale, Initiative et Patriotisme                  | 65      | 0,09  | 0      | en stagnation |                                                                  |
|                        | Coalition pour toi Bulgarie                        | 62      | 0,09  | 0      | en stagnation |                                                                  |
|                        | Social-démocratie bulgare - EuroGauche             | 52      | 0,07  | 0      | en stagnation |                                                                  |
|                        | Unification nationale bulgare                      | 49      | 0,07  | 0      | en stagnation |                                                                  |
|                        | Front national pour le salut de la Bulgarie        | 46      | 0,07  | 0      | en stagnation |                                                                  |
|                        | La Bulgarie du travail et de l'intelligence        | 45      | 0,06  | 0      | en stagnation |                                                                  |
|                        | Union nationale Attaque                            | 39      | 0,06  | 0      | en stagnation |                                                                  |
|                        | Union conservatrice de la droite                   | 38      | 0,05  | 0      | en stagnation |                                                                  |
|                        | Russophiles pour le renouveau de la patrie         | 37      | 0,05  | 0      | en stagnation |                                                                  |
|                        | Union nationale bulgare - Nouvelle démocratie      | 33      | 0,05  | 0      | en stagnation |                                                                  |
|                        | Voix du peuple                                     | 32      | 0,05  | 0      | en stagnation |                                                                  |
|                        | Pravoto                                            | 31      | 0,04  | 0      | en stagnation |                                                                  |
|                        | Parti populaire - La Vérité et seulement la vérité | 21      | 0,03  | 0      | Nv.           |                                                                  |
|                        | « Aucun de ces choix »                             | 1 134   | 1,62  | –      | –             | –                                                                |
|                        |                                                    |         |       |        |               |                                                                  |
| Suffrages exprimés     | Suffrages exprimés                                 | 69 940  | 99,63 |        |               |                                                                  |
| Votes nuls             | Votes nuls                                         | 259     | 0,37  |        |               |                                                                  |
| Total                  | Total                                              | 70 199  | 100   | 5      | en stagnation | –                                                                |
| Abstentions            | Abstentions                                        | 191 916 | 73,22 |        |               |                                                                  |
| Inscrits/Participation | Inscrits/Participation                             | 262 115 | 26,78 |        |               |                                                                  |

### Élections législatives de 2023
| Partis                 | Partis                                                | Voix    | %     | Sièges | +/-           | Élus                                                           |
| ---------------------- | ----------------------------------------------------- | ------- | ----- | ------ | ------------- | -------------------------------------------------------------- |
|                        | Mouvement des droits et des libertés                  | 47 433  | 68,78 | 4      | en stagnation | Bayram Bayram, Elvan Gyurkash, Pavlin Krastev et Adlen Shevked |
|                        | Coalition GERB-SDS                                    | 7 294   | 10,58 | 0      | en stagnation |                                                                |
|                        | Nous continuons le changement - Bulgarie démocratique | 5 786   | 8,39  | 0      | en stagnation |                                                                |
|                        | BSP pour la Bulgarie                                  | 2 450   | 3,55  | 0      | en stagnation |                                                                |
|                        | Renaissance                                           | 2 331   | 3,38  | 0      | en stagnation |                                                                |
|                        | Il y a un tel peuple                                  | 644     | 0,93  | 1      | 1             | Tsvetan Predov                                                 |
|                        | Réveil bulgare                                        | 632     | 0,92  | 0      | 1             |                                                                |
|                        | La Gauche !                                           | 380     | 0,55  | 0      | en stagnation |                                                                |
|                        | Parti populaire - La Vérité et seulement la vérité    | 80      | 0,12  | 0      | en stagnation |                                                                |
|                        | Mouvement national pour la stabilité et le progrès    | 75      | 0,11  | 0      | en stagnation |                                                                |
|                        | Social-démocratie bulgare - EuroGauche                | 70      | 0,10  | 0      | en stagnation |                                                                |
|                        | Ensemble                                              | 66      | 0,10  | 0      | en stagnation |                                                                |
|                        | Union conservatrice de la droite                      | 57      | 0,08  | 0      | en stagnation |                                                                |
|                        | Bulgarie neutre                                       | 53      | 0,08  | 0      | en stagnation |                                                                |
|                        | Hors de l'UE et de l'OTAN                             | 51      | 0,07  | 0      | en stagnation |                                                                |
|                        | Morale, Initiative et Patriotisme                     | 42      | 0,06  | 0      | en stagnation |                                                                |
|                        | Union bulgare pour la démocratie directe              | 41      | 0,06  | 0      | en stagnation |                                                                |
|                        | Unification nationale bulgare                         | 37      | 0,05  | 0      | en stagnation |                                                                |
|                        | Union nationale bulgare - Nouvelle démocratie         | 36      | 0,05  | 0      | en stagnation |                                                                |
|                        | Voix du peuple                                        | 22      | 0,03  | 0      | en stagnation |                                                                |
|                        | Parti socialiste - Voie bulgare                       | 9       | 0,01  | 0      | en stagnation |                                                                |
|                        | « Aucun de ces choix »                                | 1 372   | 1,99  | –      | –             | –                                                              |
|                        |                                                       |         |       |        |               |                                                                |
| Suffrages exprimés     | Suffrages exprimés                                    | 68 961  | 98,35 |        |               |                                                                |
| Votes nuls             | Votes nuls                                            | 1 156   | 1,65  |        |               |                                                                |
| Total                  | Total                                                 | 70 117  | 100   | 15     | en stagnation | –                                                              |
| Abstentions            | Abstentions                                           | 191 323 | 73,18 |        |               |                                                                |
| Inscrits/Participation | Inscrits/Participation                                | 261 440 | 26,82 |        |               |                                                                |